# United States Railway Association
Die United States Railway Association (USRA) war eine unabhängige gemeinnützige Regierungsorganisation der Vereinigten Staaten zwischen 1974 und 1987. Die Gesellschaft diente der Rettung des Schienenverkehrs im Nordosten und Mittleren Westen. Die United States Railway Association diente als Puffer zwischen der Politik und dem wirtschaftlich geführten Bahnunternehmen Conrail.

## Geschichte
1970 musste die damals größte Bahngesellschaft der Vereinigten Staaten, die Penn Central Transportation, und in kurzer Folgezeit darauf weitere Bahngesellschaften im Nordosten der Vereinigten Staaten Konkurs anmelden. Die Reorganisationsversuche des Konkursverwalters schlugen fehl. Damit bestand die Gefahr, dass der Nordosten der Vereinigten Staaten sein Schienenverkehrsnetz und damit auch die auf die Transportinfrastruktur angewiesene Industrie einbüßen könnte. Um diesen Kollaps zu verhindern wurde 1973 der Regional Rail Reorganization Act (3-R Act) beschlossen.
Mit dem Gesetz wurde die Gründung der United States Railway Association konzessioniert. Die Gesellschaft wurde am 1. Februar 1974 in Washington D. C. gegründet. Man wählte die Form einer Non-Profit-Gesellschaft, um zum einen wirtschaftliches Handeln zu ermöglichen und die nötige Flexibilität in der Organisation zu besitzen, und andererseits auch dem Ansinnen einer Nationalisierung des Schienennetzes entgegenzuwirken. Während einer kurzen Zeit in der Konkursphase der Unternehmen erhielt die USRA das Recht, Bahnfusionen und Streckenstilllegungen zu genehmigen. Diese Recht lag bis dahin ausschließlich bei der Regulierungsbehörde Interstate Commerce Commission. Die mit dem Gesetz der Organisation gewährten Rechte sowie die Beschränkungen in Bezug auf die bankrotten Gesellschaften wurden durch den Supreme Court sowie einem gesondert geschaffenen Gericht Ende 1974 als verfassungsgemäß bestätigt.
Die Organisation erhielt den vorrangigen Auftrag, einen Plan zu entwerfen, mit dem die bankrotte Bahngesellschaften im Nordosten und im mittleren Westen reorganisiert werden könnten. Dies umfasste unter anderem die Ermittlung des für die wirtschaftliche Entwicklung der Region notwendigen Schienennetzes. Um möglichst alle berechtigte Interessen zu berücksichtigen, wurde ein mit verschiedenen Vertretern besetztes Board of Directors geschaffen. Am 26. Juli 1975 wurde der abschließende Netzplan (Final System Plan) an den Kongress übersandt. Der Plan sah vor, einen Teil der Strecken an die benachbarten Bahngesellschaften Norfolk & Western Railway und Chessie System zu übertragen und aus dem Rest eine separate Bahngesellschaft zu bilden (Three Systems East). Dieser Plan scheiterte jedoch und so kam die zweite Vorzugsvariante „Big Conrail“ zum Zuge.
Mit dem Beschluss des am 5. Februar 1976 in Kraft getretene Railroad Revitalization and Regulatory Reform Act (4-R Act) erfolgten die notwendigen rechtlichen Änderungen zur Umsetzung des Planes.  Der 3-R Act enthielt bereits die Konzession zur Gründung einer gewinnorientierten Bahngesellschaft, genannt Consolidated Rail Corporation (Conrail), die den Vorschlag der USRA realisieren sollte. Conrail übernahm schließlich, entsprechend dem vorgelegten Plan, das notwendige Anlagevermögen (40.000 Kilometer Bahnstrecke inkl. den erforderlichen Anlagen, 4.000 Lokomotiven, 200.000 Güterwagen) der bankrotten Bahngesellschaften und begann am 1. April 1976 mit dem Betrieb.
Die USRA erhielt die Aufgabe, den Zufluss von Krediten und Bürgschaften der Bundesregierung an Conrail zu überwachen, die Leistung der Bahngesellschaft zu kontrollieren sowie für einen gerechten Ausgleich für das übertragene Betriebsvermögen zwischen Bahngesellschaften und Conrail zu sorgen. Die United States Railway Association ernannte sechs der elf Mitglieder des Aufsichtsrates von Conrail.
Die Übertragung des Betriebsvermögens, einschließlich aller notwendigen Rechte, Verpflichtungen sowie die Entflechtung, waren eine der größten Aufgaben in der Anfangszeit. So waren insgesamt über 86 Tochterunternehmen der sieben in die Reorganisation einbezogenen bankrotten Bahngesellschaften beteiligt. Im November 1980 konnte die ersten Vereinbarung mit der Penn Central abgeschlossen werden. Die letzte Vereinbarung wurde im Januar 1985 durch das Oberste Gericht bestätigt.
Daneben war die Organisation zuständig für entsprechende Überbrückungskredite an die bankrotten Bahngesellschaften zur Sicherstellung des Betriebes, Kredite an die Delaware and Hudson Railroad, die M-K-T Railroad, die Ablehnung eines Kredites an die Chicago, Rock Island and Pacific Railroad, Studien und Analysen zum Schienenverkehr im Nordosten allgemein und zur Conrail im Besonderen, sowie die Untersuchung zur Wirtschaftlichkeit der Pittsburgh and Lake Erie Railroad.
Durch die Reagan-Regierung wurde 1981 der Druck in Hinsicht auf eine Verbesserung der Wirtschaftlichkeit und eine beschleunigte Reprivatisierung von Conrail erhöht. In einem im April 1981 dem Kongress vorgelegten Bericht zeigte die USRA Wege zur Verbesserung der Wirtschaftlichkeit auf. Dies führte unter anderem zum Beschluss des Northeast Rail Service Act (NERSA) 1981. Damit wurden Conrail von den Personennahverkehrsleistungen befreit, die Aufgaben und das Leitungsgremium der United States Railway Association wurden aktualisiert.
1982 beschloss der Kongress mit dem Alaska Railroad Transfer Act die Übertragung der Alaska Railroad von der Bundesverwaltung auf den Bundesstaat Alaska. Die United States Railway Association wurde mit der Ermittlung des Marktwertes beauftragt. Der entsprechende Bericht wurde im September 1983 abgeliefert.
Auch der Verkauf von Conrail stand weiterhin auf der Agenda der Regierung. Die USRA erstellte Studien bezüglich der weiteren Entwicklung beim Verkauf der Gesellschaft bzw. eines eigenständigen Weiterbetriebes. Im Jahr 1986 entschied sich dann der Kongress für einen Börsengang von Conrail. Mit Gesetz vom 21. Oktober 1986 (Conrail Privatization Act) wurde das Ende der United States Railway Association zum 1. April 1987 beschlossen.

## Leitung des USRA

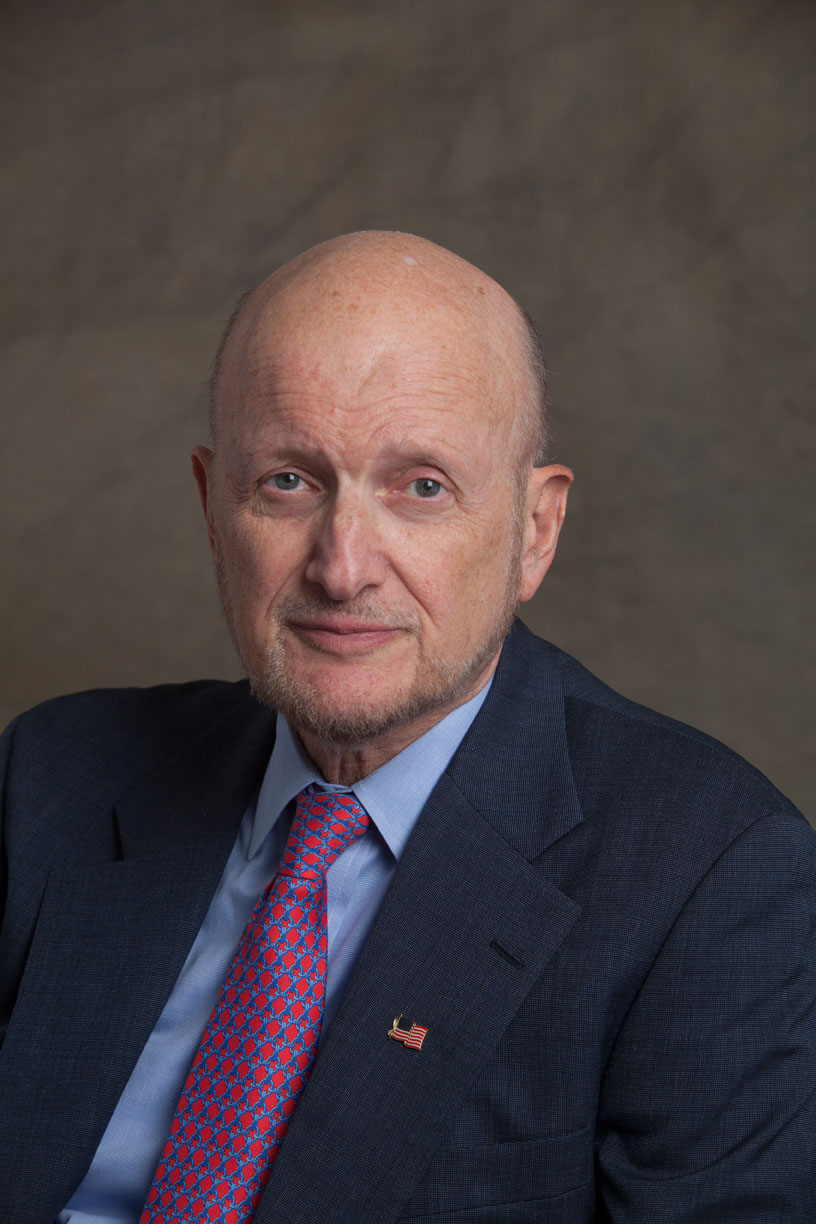
Stephen Berger, Chairman der USRA von 1980 bis 1986

Als Aufsicht über die USRA wurde ein Board of Directors geschaffen. Dieses wurde von einem Chairman geleitet, der vom Präsident bestimmt wurde. Mitglieder waren der Verkehrsminister, der Leiter der Interstate Commerce Commission und der Finanzminister bzw. ein entsprechender Vertreter. Weitere Mitglieder wurden von der Association of American Railroads (für die Bahnindustrie), der American Federation of Labor and Congress of Industrial Organizations (für die Arbeitnehmer), der National Governors Conference (für die Bundesstaaten), der National League of Cities and Conference of Mayors (für die lokalen Verwaltungen), zwei Mitglieder von den Bahnkunden (einer für Großkunden und einer für kleinere Versender) und eine aus der Finanzbranche bestimmt.
Es war vorgesehen, dass die Amtszeit des Chairmans sechs Jahre dauert. Die Amtszeit der Nichtregierungsmitglieder sollte ebenfalls sechs Jahre dauern, wobei nach Gründung der Association zwei Mitglieder eine erstmalige zweijährige Amtszeit, zwei Mitglieder eine erstmalige vierjährige Amtszeit und drei Mitglieder eine sechsjährige Amtszeit hatten. Bei einer vorzeitigen Aufgabe des Amtes wurde der Nachfolger für den Rest der Amtszeit eingesetzt.
Der Präsident wurde durch den Chairman ernannt. Ab 1981 wurde diese Funktion durch den Chairman mit übernommen. Anfänglich galt der Chairman als Chief Executive Officer (CEO) und der Präsident als Chief Operating Officer. Ab 1978 war der Präsident gleichzeitig CEO. Ab 1982 übernahm der Chairman wieder die Funktion eines CEO. Der Chief Operation Officer wurde aber nicht mehr als Präsident geführt.
Mit dem Northeast Rail Service Act 1981 wurde ein neues Board of Directors gebildet, bestehend aus dem Chairman, dem Verkehrsminister, dem Leiter der Interstate Commerce Commission, dem Comptroller General of the United States (Rechnungshofpräsident) sowie dem Chairman von Conrail. Die weiteren Mitglieder des bis dahin bestehenden Boards wurden Mitglieder eines Beratungsgremiums (Advisory Board).
Chairman
- 30. April 1974–Juni 1977: Arthur D. Lewis
- 13. Juli 1978–1980: William K. Smith[5]  (Juli 1977 bis Juli 1978 kommissarisch)
- 26. Februar 1980–31. Dezember 1986: Stephen Berger

Nichtregierungsmitglieder des Board of Directors bzw. Advisory Boards
- Bahnindustrie: Gale B. Aydelott (1974–1978), Robert G. Flannery (1978–1986)
- Bahnarbeiter: James E. Burke (1974–1986)
- Bundesstaaten: William W. Scranton (1974–1976), Richard B. Ogilvie (1976–1978), Thomas P. Salmon (1979–1986)
- lokale Verwaltung: Frank H. Blatz Jr. (1974–1986)
- große Versender: William K. Smith (1974–1978), Stanton P. Sender (1978–1986)
- kleine Versender:  Clifford McIntire (1974), Charles B. Shuman (1974–1978), Nathaniel Welch (1978–1986)
- Finanzwirtschaft: Samuel B. Payne (1974–1986)

Präsident
- 18. März 1974–8. Juli 1975: Edward G. Jordan[6]
- 8. Juli 1975–Mai 1976: James A. Hagen
- Juli 1977–1982 Donald C. Cole

## Sitz
Anfänglich wurden Räume im Transpoint Building (2100 Second Street SW, Washington D.C.) bezogen. Später nutzte man Büros im 955 L’Enfant Plaza North.